# Nikolas Špalek
Nikolas Špalek (* 12. února 1997, Šaľa) je slovenský fotbalový záložník a mládežnický reprezentant, od ledna 2018 hráč klubu Brescia Calcio. Pochází z Nededu.
Jeho fotbalovým vzorem je portugalský kanonýr Cristiano Ronaldo.

## Klubová kariéra
Nikolas Špalek s fotbalem začal v místě bydliště, v dědině Neded. Po nástupu do základní školy přešel do týmu FK Slovan Duslo Šaľa, kde ho vedl mj. trenér Prúčny. Následně se dostal do FC Nitra, kde hrál ještě žáckou kategorii U15. Poté se přesunul do dorostu. V prosinci 2012 byl i na testech ve skotském velkoklubu Celtic FC.
V profesionálním fotbale debutoval v dresu FC Nitra, do A-týmu se dostal začátkem roku 2014. V červenci 2014 přestoupil do FC Spartak Trnava.
S Trnavou se představil v Evropské lize UEFA 2014/15. V odvetě 4. předkola proti švýcarskému týmu FC Zürich se gólem podílel na konečné remíze 1:1, ale vzhledem k předchozí porážce 1:3 doma byl Spartak vyřazen.
V lednu 2015 přestoupil do MŠK Žilina. V předposledním 32. kole Fortuna ligy 2015/16 (13. května 2016) vstřelil dva góly již jistému mistrovi AS Trenčín, Žilina ale podlehla soupeři 2:5. V sezóně 2016/17 Fortuna ligy získal se Žilinou titul.
V lednu 2018 přestoupil ze Žiliny do italského druholigového klubu Brescia Calcio.

## Reprezentační kariéra
Špalek je mládežnickým reprezentantem Slovenska, nastoupil ve výběrech U15, U16, U17 U18, U19, U21.
V reprezentaci do 16 let debutoval v srpnu 2012 v utkání proti České republice (výhra 6:1), kde vstřelil hattrick a na další gól přihrál.
Zúčastnil se Mistrovství Evropy hráčů do 17 let 2013 konaného na Slovensku, kde si domácí tým zajistil postup na Mistrovství světa ve stejné věkové kategorii ve Spojených arabských emirátech (v roce 2013). Na něm mladí Slováci podlehli v osmifinále Uruguayi 2:4, Špalek byl u toho.
Se slovenskou „jedenadvacítkou“ slavil v říjnu 2016 postup z kvalifikace na Mistrovství Evropy 2017 v Polsku.
Trenér Pavel Hapal jej zařadil v červnu 2017 do 23členné nominace na šampionát v Polsku.